# جروب أيه دي بي
جروب أيه دي بي ، سابقًا ADP ( مطارات باريس ) ، هي مشغل دولي للمطارات في باريس (فرنسا). تمتلك وتدير المطارات الدولية الباريسية مطار شارل ديغول ومطار أورلي ومطار لو بورجيه ، وكلها تم تجميعها تحت العلامة التجارية مطارات باريس منذ عام 2016.
تدير 26 مطارًا دوليًا. تمتلك 46,1٪ من تي أيه في القابضة للمطارات، و 8٪ من مجموعة شيفول . منذ عام 2012 ، الرئيس التنفيذي هو أوغسطين دي رومانيت . وهي مملوكة لشركة مطارات باريس ، المدرجة في بورصة يورونكست باريس (SBF 120 ومنتصف 60). 

## روابط خارجية
- موقع الشركة الألكتروني